# Inventiva
Inventiva est une entreprise française biopharmaceutique dont le siège se situe à Daix. Elle développe deux candidats médicaments, lanifibranor et odiparcil, ainsi qu'un portefeuille de plusieurs programmes en stade préclinique.
Elle est cotée à la bourse de Paris et au NASDAQ.

## Historique
La famille Le Lous vend le groupe Fournier à Solvay en 2006, qui le revendit à Abbott en 2011. Abbott jugea bon de fermer les laboratoires Fournier en octobre 2011. Deux anciens cadres de Fournier, Frédéric Cren et Pierre Broqua, décidèrent alors de créer Inventiva afin de poursuivre l'activité de recherche dans une structure autonome, qui récupéra 72 collaborateurs d'Abbott. Abbott a également cédé des locaux, des appareils et des brevets à la nouvelle société. Il a également accepté de co-financer des recherches pendant 5 ans. 

### Financement
Inventiva a été introduite au NASDAQ en juin 2020 et a levé environ 107 millions de dollars.
En octobre 2024, elle lève 348 millions d’euros pour développer son traitement contre la NASH.

## Produits en phase d'essais cliniques
- Le Lanifibranor va entrer en phase III d'essais cliniques. Ce produit doit lutter contre la NASH (maladie du foie gras).
- l'Odiparcil, contre la mucopolysaccharidose (« MPS »). Une étude clinique de phase IIa avec 20 patients s'est terminée avec succès[2].